# Merlin Malinowski
Merlin Travis Malinowski (North Battleford, Saskatchewan, 1958. szeptember 25. –) kanadai profi jégkorongozó.

## Pályafutása
Komolyabb junior karrierjét az AJHL-es Drumheller Falconsban kezdte 1973–74-ben. Itt 1976-ig játszott és az utolsó idényében 59 mérkőzésen 146 pontot szerzett. 1976–78 között a Medicine Hat Tigersben játszott. Az 1978-as NHL-amatőr drafton a Colorado Rockies választotta ki a második kör 27. helyen. Az 1978–79-es idényben az AHL-es Philadelphia Firebirdsben kezdett majd a felkerült 54 mérkőzésre a Colorado Rockiesba az NHL-be. A következő szezonban már csak 10 mérkőzést játszott az NHL-ben mert a szezon többi részét a CHL-es Fort Worth Texansban töltötte ahol 66 mérkőzésen 76 pontot szerzett. 1980–82 között csak a Coloradóban játszott majd ez a csapat 1982-ben megszűnt és a New Jersey Devils lett belőle ahol 1982-83-ban már csak öt mérkőzésen lépett jégre mert a többi 75 mérkőzést a szintén NHL-es Hartford Whalersben töltötte. 1983-86 között már az európai EHC Arosában (Svájc) játszott majd 1986-88 között a SC Langnauban szerepelt. Képviselte hazáját az 1988-as téli olimpián. Még két évet játszott a SC Langnauban és 1989-ben visszavonult.

## Díjai
- CHL Második All-Star Csapat: 1980